# Lilian Tintori
Lilian Adriana Tintori Parra (Caracas, 5 de maig de 1978) és una esportista veneçolana, coneguda per ser l'esposa del polític Leopoldo López.
L'agost de 2017 la van trobar transportant 200 milions de bolívars en caixes de fusta. Ella explicà que els diners són per a la seua iaia hospitalitzada.